# Dalibor Slezák
Dalibor Slezák (* 28. ledna 1970, Kroměříž) je bývalý český fotbalista.

## Fotbalová kariéra
Absolvent gymnázia v Kroměříži (maturoval v roce 1988) a odchovanec klubu SK Hanácká Slavia Kroměříž. Do první ligy se dostal poprvé v roce 1992 za klub Baník Ostrava. Od té doby prošel několika prvoligovými kluby. Nejvíce zápasů odehrál v dresu Bohemians Praha, kde působil nejprve v sezónách 1997 až 2000. V dalších dvou letech hrál za Jablonec, Mladou Boleslav a Synot Staré Město. Potom přerušil svou fotbalovou kariéru a odjel na dva roky do Austrálie. V roce 2004 se vrátil do České republiky a pomohl amatérskému klubu Sparta Krč k postupu do ČFL. V roce 2005 přestoupil do klubu Bohemians Praha 1905, jemuž svými góly přispěl k návratu do nejvyšší soutěže. V ročníku 2009/10 se stal nejstarším střelcem novodobé české 1. ligy. Gól vstřelil ve svých 39 letech a 10 měsících. Bohemka tímto gólem porazila Kladno v nastavení 2:1. Zároveň byl ve svých již 40 letech druhý nejstarší hráč historie ligy (ČSL,ČL) po Josefu Bicanovi, který hrál ligu ještě ve svých 43 letech za pražskou Slavii.